# Quartissimo
Quartissimo sind eine 2008 gegründete slowenische Klassik-Gruppe.

## Werdegang
Die Mitglieder sind Žiga Cerar, Matjaž Bogataj, Luke Dukarić und Samo Dervišić.
2009 nahmen sie – zusammen mit der kroatischen Sängerin Martina Majerle – mit Erfolg an der slowenischen Vorentscheidung zum Eurovision Song Contest 2009 teil. Mit ihrem Titel Love Symphony mussten sie zuerst im Halbfinale antreten. Da sie sowohl Jury als auch Televoting überzeugten, konnten sie auch im Finale antreten.
Dort platzierten sie sich unter anderem vor Omar Naber, der bereits 2005 beim Eurovision Song Contest dabei war. Bei einer Umfrage auf der Seite esctoday.com erreichte Quartissimo mit 17,8 % aller Stimmen den dritten Platz.
Bei der Abstimmung waren Quartissimo bei der Jury der klare Favorit, beim Televoting belegten sie aber nur den vierten Rang. Auf den zweiten Rang kam der mit je acht Punkten bedachte Omar Naber. Aber auch sonst gab es gravierende Unterschiede zwischen Tele- und Juryvotum.
Beim Eurovision Song Contest 2009 trat Quartissimo im zweiten Halbfinale auf. Der Band gelang es aber nicht, einen der ersten zehn Plätze zu belegen und qualifizierte sich somit nicht für das Finale.